# História de Esmirna
Esmirna (/ˈsmɜːrnə/ SMUR-nə; em grego clássico: Σμύρνη; romaniz.: Smýrnē, ou Σμύρνα, Smýrna) foi uma cidade grega localizada em um ponto estratégico na costa do mar Egeu, na Anatólia. Devido às suas condições portuárias vantajosas, sua facilidade de defesa e suas boas conexões com o interior, Esmirna ganhou destaque. Desde 1930, aproximadamente, o nome oficial da cidade é İzmir.
Dois sítios da antiga cidade estão hoje dentro dos limites de Esmirna. O primeiro, provavelmente fundado por povos autóctones, ganhou destaque durante o Período Arcaico como um dos principais assentamentos gregos antigos no oeste da Anatólia. A segunda, cuja fundação está associada a Alexandre, o Grande, alcançou proporções metropolitanas durante o período do Império Romano. A maioria dos vestígios atuais da cidade antiga data da era romana, a maioria após um sismo no século II d.C. Em termos práticos, costuma-se fazer uma distinção entre elas. A antiga Esmirna foi o assentamento inicial, fundado por volta do século XI a.C., por eólios e, mais tarde, assumido e desenvolvido durante o Período Arcaico pelos jônios. Esmirna propriamente dita foi a nova cidade para a qual os residentes se mudaram a partir do século IV a.C. e cuja fundação foi inspirada por Alexandre, o Grande.

## Localização
A antiga Esmirna ficava em uma pequena península conectada ao continente por um istmo no canto nordeste do interior do golfo de Esmirna, na borda de uma planície fértil e aos pés do monte Yamanlar. Esse assentamento anatólio comandava o golfo. Hoje, o sítio arqueológico, chamado Bayraklı Höyüğü, fica a aproximadamente 700 metros para o interior, no bairro de Tepekule, em Bayraklı. A nova Esmirna se desenvolveu simultaneamente nas encostas do Monte Pagos (hoje Kadifekale) e ao longo do estreito costeiro, logo abaixo de onde existia uma pequena baía até o século XVIII.

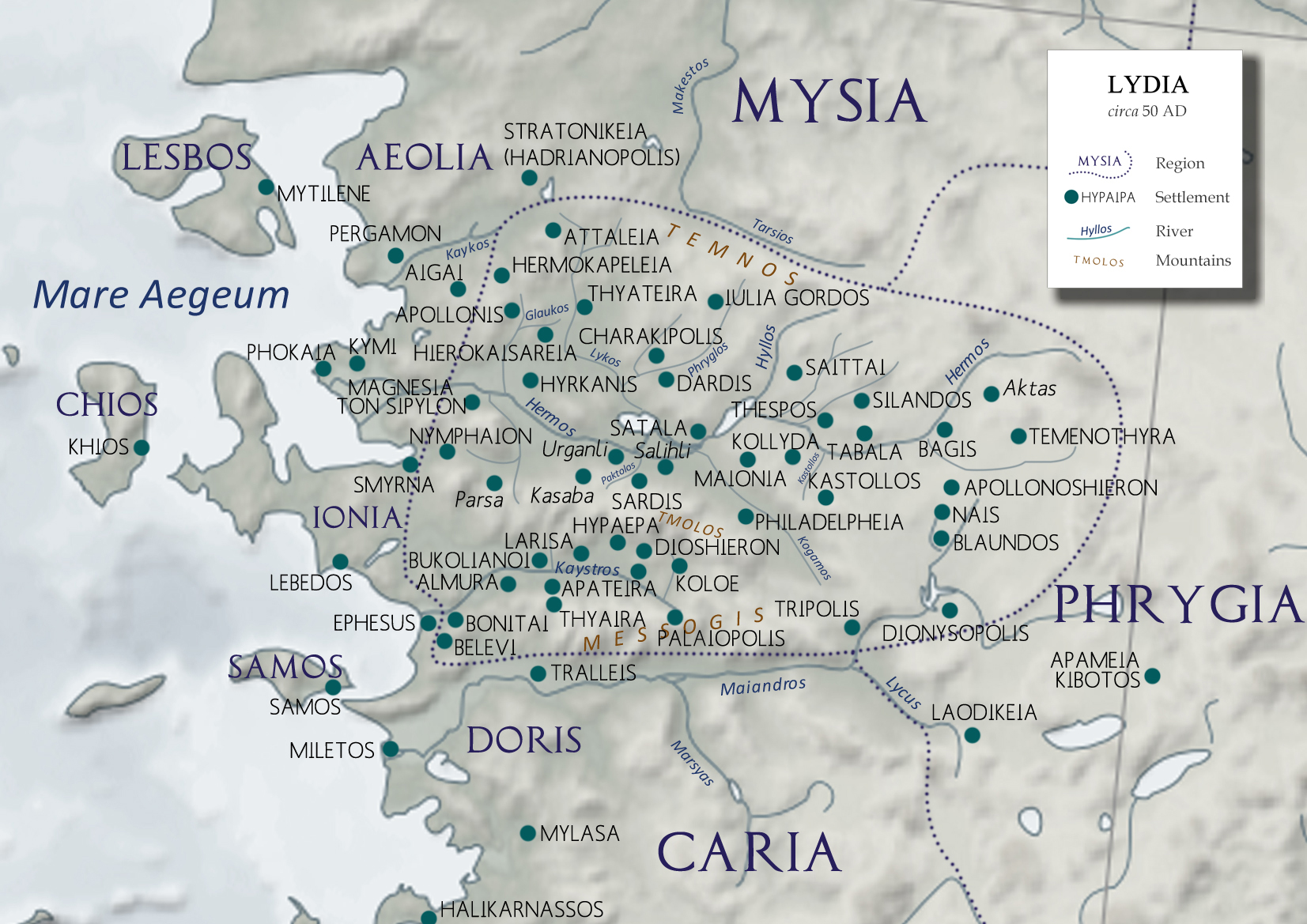
Esmirna entre as cidades da Jônia e da Lídia (c. 50)

O centro da Esmirna helenística tardia e romana inicial está preservado na grande área do Museu ao Ar Livre da Ágora de Esmirna nesse local. A pesquisa está sendo realizada nos locais das cidades antiga e nova. Esta vem sendo conduzida desde 1997 para a antiga Esmirna e desde 2002 para a cidade do período clássico, em colaboração entre o Museu de Arqueologia de Esmirna e o Município Metropolitano de Esmirna.

Esmirna ficava na foz do pequeno rio Hermo e na cabeceira de um braço profundo do mar (Smyrnaeus Sinus) que chegava até o interior. Isso permitia que os navios comerciais gregos navegassem até o coração da Lídia, tornando a cidade parte de uma rota comercial essencial entre a Anatólia e o Egeu. Durante o século VII a.C., a cidade de Esmirna ganhou poder e esplendor. Uma das grandes rotas comerciais que cruzam a Anatólia desce o vale do Hermo, passando por Sárdis, e depois, divergindo do vale, passa ao sul do Monte Sípilo e cruza uma passagem baixa para o pequeno vale onde Esmirna fica entre as montanhas e o mar. Mileto e, mais tarde, Éfeso, ficavam na extremidade marítima da outra grande rota comercial que cruzava a Anatólia; por um tempo, elas competiram com sucesso com Esmirna, mas depois que os portos de ambas as cidades ficaram assoreados, Esmirna ficou sem rival.

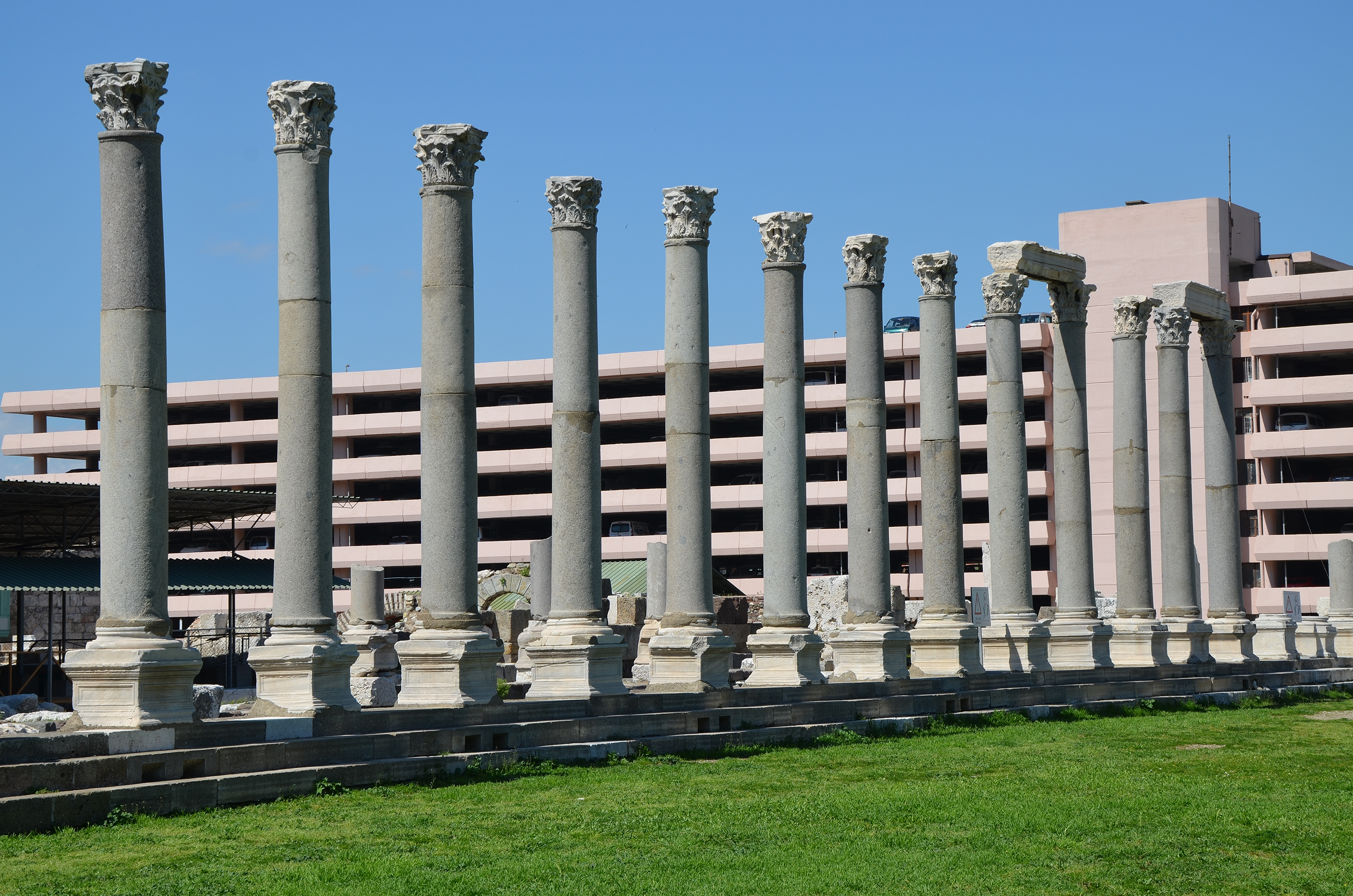
A ágora da antiga Esmirna

O rio Meles, que fluía por Esmirna, é famoso na literatura e era adorado no vale. Uma tradição comum e consistente conecta Homero com o vale de Esmirna e as margens do Meles; sua figura era um dos tipos de estoque nas moedas de Esmirna, uma classe da qual os numismatas chamam de "Homeriana". O epíteto Melesigenes foi dedicado a ele; a caverna onde ele costumava compor seus poemas foi mostrada perto da nascente do rio; seu templo, o Homereum, ficava em suas margens. O fluxo constante e regular do Meles, tanto no verão quanto no inverno, e seu curso curto, começando e terminando perto da cidade, são celebrados por Aristides e Himério. Este riacho nasce de abundantes nascentes a leste da cidade e deságua na extremidade sudeste do golfo.

## História

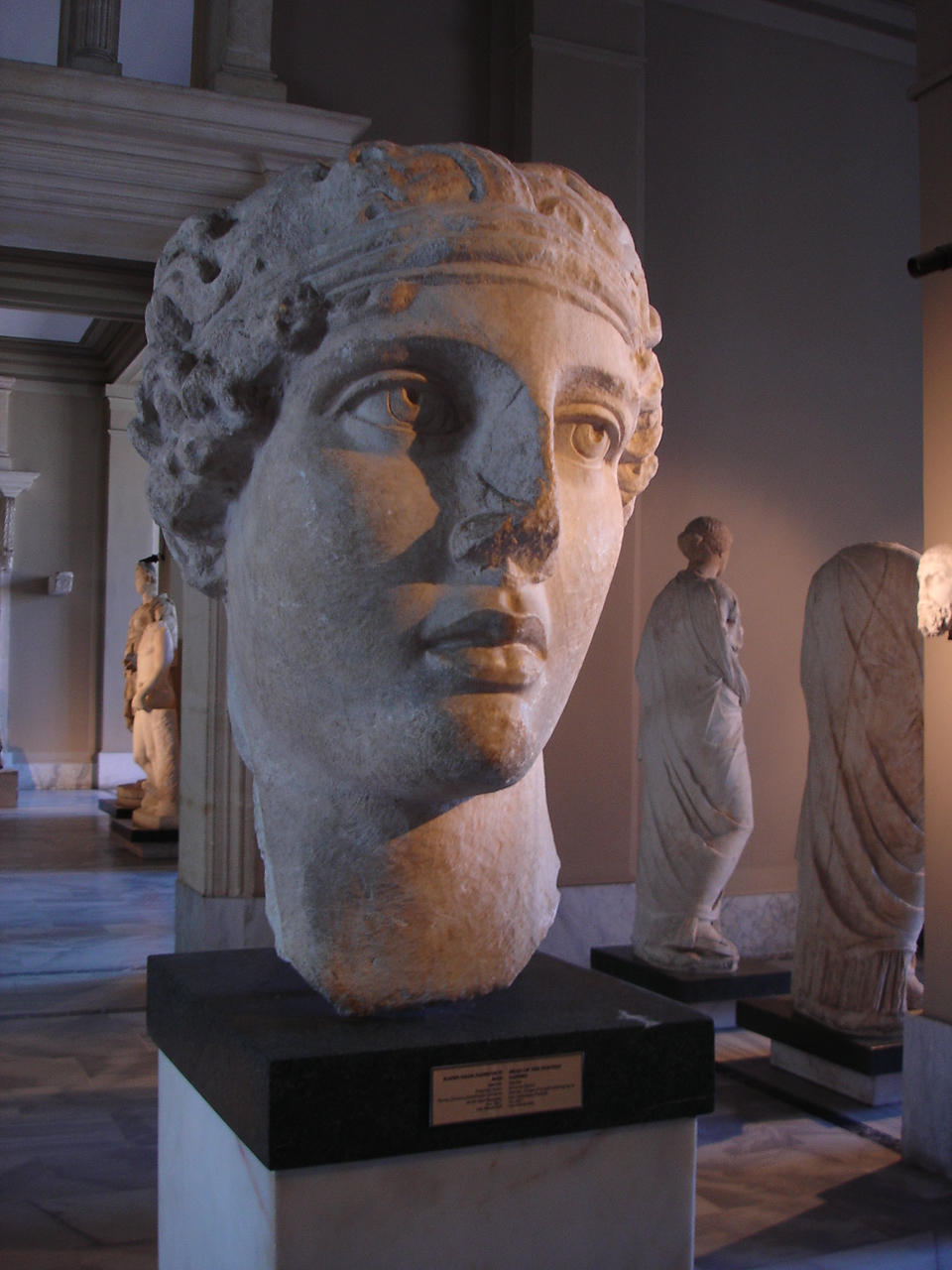
Cabeça da poetisa Safo, Esmirna, cópia em mármore de um protótipo pertencente ao período helenístico, nos Museus Arqueológicos de Istambul

### Período helenístico

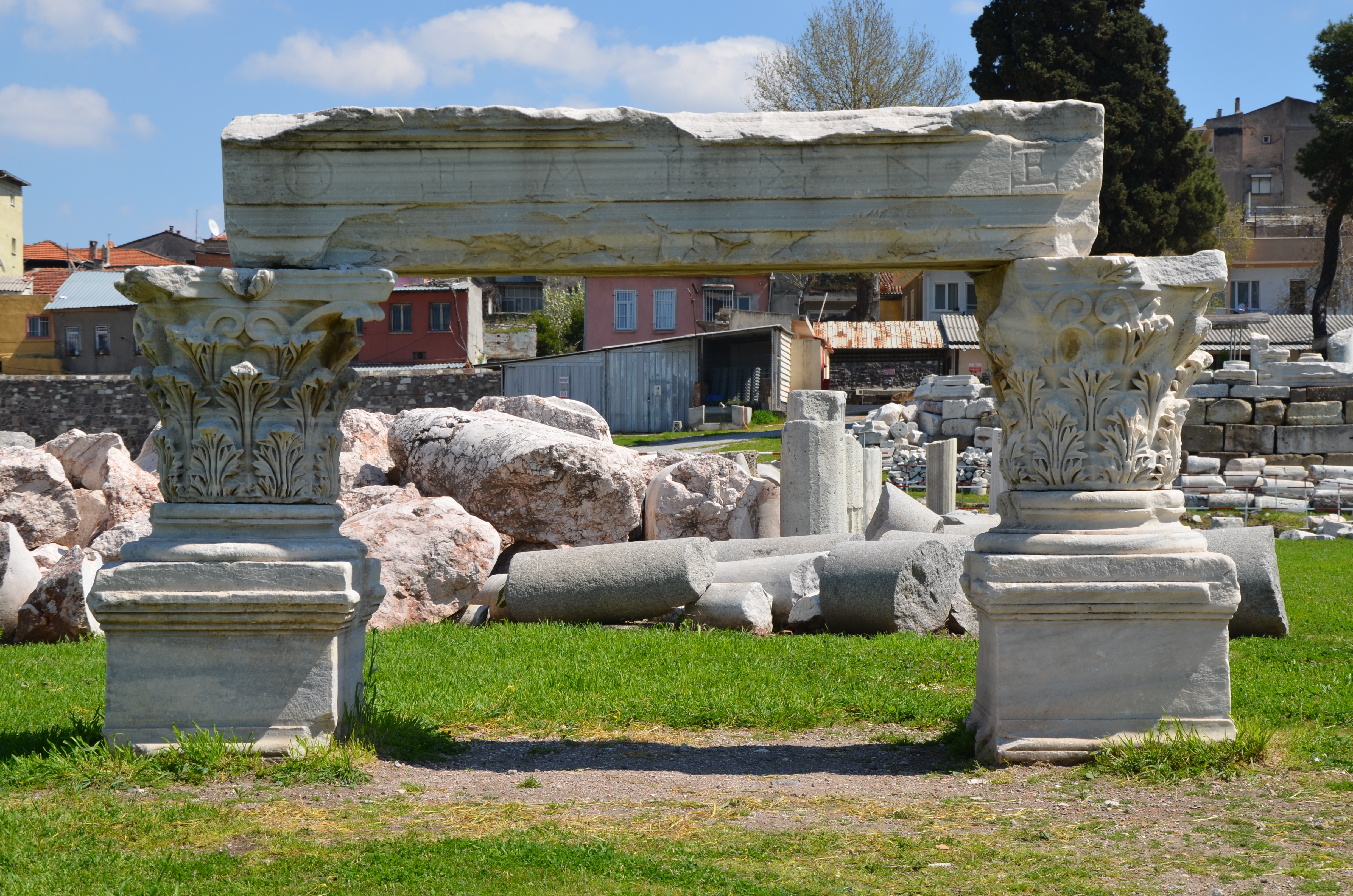
Ágora de Esmirna, construída durante a era helenística na base da colina Pagos e totalmente reconstruída por Marco Aurélio após o destrutivo terremoto de 178

Alexandre, o Grande, concebeu a ideia de restaurar a cidade grega em um esquema que, de acordo com Estrabão, foi de fato realizado por Antígono (r. 316–301 a.C.) e Lisímaco (r. 301–281 a.C.), que ampliaram e fortificaram a cidade. A acrópole em ruínas da velha cidade, a "coroa de Esmirna", ficava em um pico íngreme com cerca de 380 metros de altura, que se estende sobre a extremidade nordeste do golfo. A Esmirna moderna foi construída sobre a cidade helenística posterior, em parte nas encostas de uma colina arredondada que os gregos chamavam de Pagos, perto da extremidade sudeste do golfo, e em parte no terreno baixo entre a colina e o mar. A beleza da cidade helenística, agrupada no terreno baixo e erguendo-se camada sobre camada na encosta, era frequentemente elogiada pelos antigos e é celebrada em suas moedas.
Esmirna é fechada a oeste por uma colina hoje chamada Deirmen Tepe, com as ruínas de um templo no topo. As muralhas de Lisímaco cruzavam o cume dessa colina, e a acrópole ocupava o topo do Pagus. Entre os dois, a estrada de Éfeso entrava na cidade pelo portão de Éfeso, perto do qual havia um ginásio. Mais perto da acrópole, o contorno do estádio ainda é visível, e o teatro ficava na encosta norte de Pagus. Esmirna possuía dois portos. O porto externo era simplesmente a enseada aberta do golfo, e o interno era uma pequena bacia com uma entrada estreita parcialmente preenchida por Tamerlão em 1402.

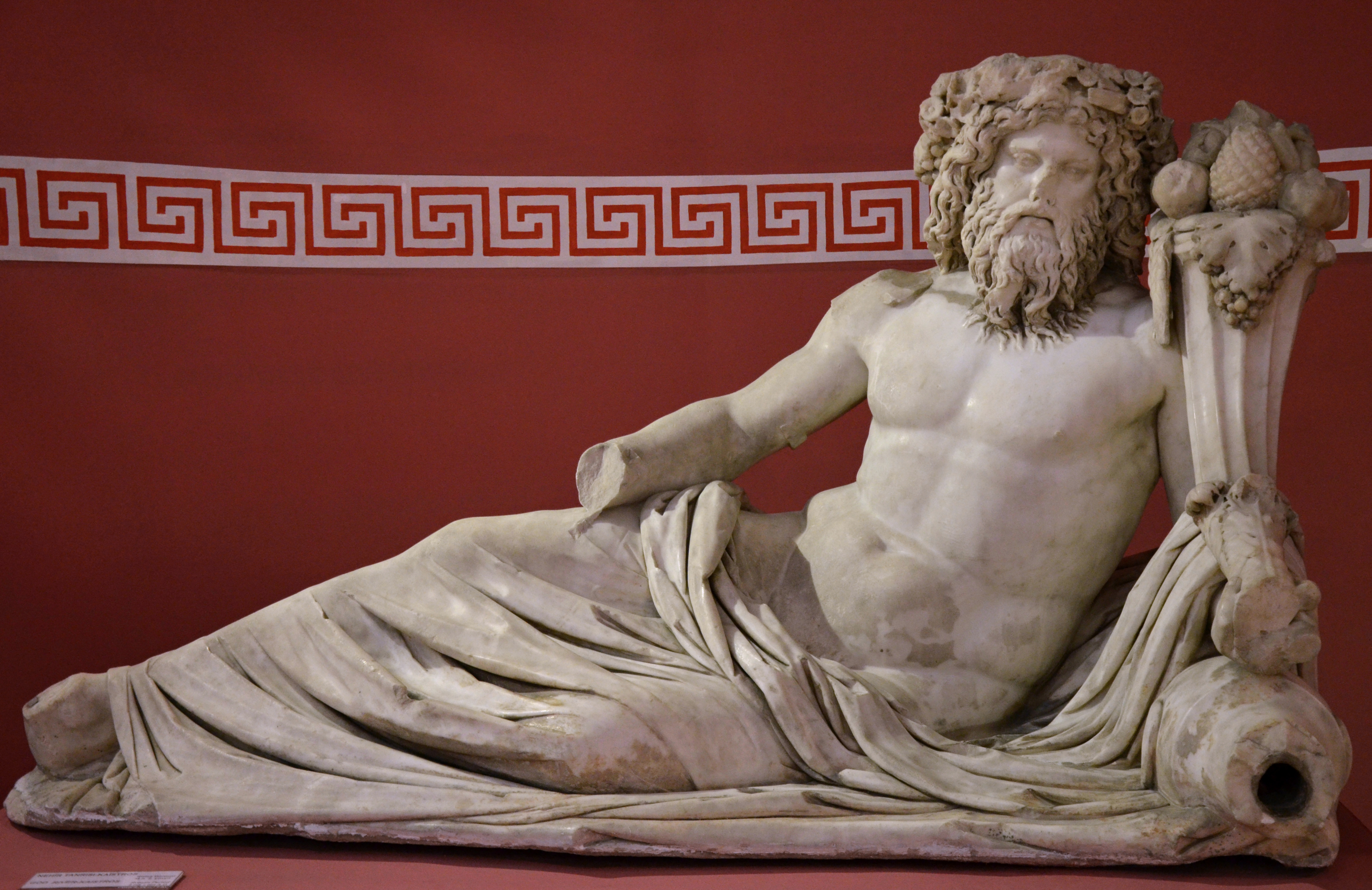
A estátua do deus do rio Kaystros com uma cornucópia no Museu de História e Arte de Esmirna, no Kültürpark

As ruas eram largas, bem pavimentadas e dispostas em ângulos retos; muitas tinham nomes de templos: A rua principal, chamada de Dourada, atravessava a cidade de oeste a leste, começando provavelmente no templo de Zeus Acreu, na encosta oeste de Pago, e contornando as encostas mais baixas de Pago (como um colar na estátua, para usar os termos favoritos de Aristides, o orador) em direção a Tepecik, fora da cidade, a leste, onde provavelmente ficava o templo de Cibele, adorado sob o nome de Meter Sipilene, a padroeira da cidade. O nome vem do Monte Sípilo, que circunda o vale do subúrbio da cidade. A planície em direção ao mar era muito baixa para ser drenada adequadamente e, em tempo chuvoso, as ruas da cidade baixa ficavam cheias de lama e água.
No final do período helenístico, em 197 a.C., a cidade subitamente cortou seus laços com o rei Eumenes de Pérgamo e pediu ajuda a Roma. Como Roma e Esmirna não tinham laços até então, Esmirna criou um culto a Roma para estabelecer um vínculo, e o culto acabou se espalhando por todo o Império Romano. A partir de 195 a.C., a cidade de Roma começou a ser deificada, no culto à deusa Roma. Nesse sentido, os esmirniotas podem ser considerados os criadores da deusa Roma.
Em 133 a.C., quando o último rei atálida, Átalo III, morreu sem um herdeiros, seu testamento conferiu todo o seu reino, incluindo Esmirna, aos romanos. Eles o organizaram na província romana da Ásia, fazendo de Pérgamo a capital. Como um importante porto marítimo, Esmirna tornou-se uma das principais cidades da província recém-constituída.

Mapa da Anatólia Ocidental mostrando as "Sete Igrejas da Ásia" e a ilha grega de Patmos

### Período romano e bizantino
Como uma das principais cidades da Ásia romana, Esmirna disputou com Éfeso e Pérgamo o título de "Primeira Cidade da Ásia".
Uma igreja cristã e um bispado existiam ali desde os tempos mais remotos, provavelmente originários da considerável colônia judaica. Ela foi uma das sete igrejas mencionadas no Livro do Apocalipse. Santo Inácio de Antioquia visitou Esmirna e mais tarde escreveu cartas para seu bispo, Policarpo. Uma multidão de judeus e pagãos ajudou no martírio de Policarpo em 153 Santo Irineu, que ouviu Policarpo quando menino, provavelmente era natural de Esmirna. Outro morador famoso do mesmo período foi Élio Aristides.
Após um terremoto devastador em 178, a cidade foi reconstruída no período romano (século II) sob o comando do imperador Marco Aurélio. Élio Aristides escreveu uma carta a Marco Aurélio e seu filho Cómodo, convidando-os a se tornarem os novos fundadores da cidade. O busto da esposa do imperador, Faustina, no segundo arco da estoa ocidental confirma esse fato.
Polícrates relata uma sucessão de bispos, incluindo Policarpo de Esmirna, bem como outros em cidades próximas, como Melito de Sárdis. Sobre essa época, o historiador alemão W. Bauer escreveu:
"O cristianismo judaico asiático recebeu, por sua vez, o conhecimento de que doravante a "igreja" estaria aberta sem hesitação à influência judaica mediada pelos cristãos, proveniente não apenas das tradições apocalípticas, mas também da sinagoga com suas práticas de adoração, o que levou à apropriação da observância da Páscoa judaica. Até mesmo a observância do sábado pelos cristãos parece ter encontrado algum favorecimento na Ásia... descobrimos que, nos tempos pós-apostólicos, no período de formação da estrutura eclesiástica, os cristãos judeus nessas regiões ganham destaque."
No final do segundo século, Irineu também observou:
"Policarpo não só foi instruído pelos apóstolos e conversou com muitos que tinham visto Cristo, mas também foi nomeado bispo da Igreja em Esmirna pelos apóstolos da Ásia... sempre ensinou as coisas que aprendeu dos apóstolos e que a Igreja transmitiu, e que são as únicas verdadeiras. Todas as igrejas asiáticas dão testemunho dessas coisas, assim como os homens que sucederam a Policarpo."
Tertuliano escreveu por volta de 208 d.C:
"De qualquer forma, as heresias são, na melhor das hipóteses, novidades e não têm continuidade com o ensino de Cristo. Talvez alguns hereges possam alegar antiguidade apostólica, nós respondemos: Que eles publiquem as origens de suas igrejas e desenrolem o catálogo de seus bispos até agora a partir dos Apóstolos ou de algum bispo nomeado pelos Apóstolos, como os esmirniotas contam a partir de Policarpo e João, e os Romanos a partir de Clemente e Pedro; que os hereges inventem algo para se igualar a isso."
Portanto, a igreja em Esmirna era aparentemente uma das igrejas que Tertuliano achava que tinha verdadeira sucessão apostólica.
Em meados do século III, a maioria se afiliou às igrejas greco-romanas. Quando Constantinopla se tornou a sede do governo, o comércio entre a Anatólia e o Ocidente diminuiu de importância, e Esmirna entrou em declínio. O comandante seljúcida Tzacas tomou Esmirna em 1084 e a usou como base para ataques navais, mas a cidade foi recuperada pelo general João Ducas. A cidade foi devastada várias vezes pelos turcos e estava em ruínas quando o imperador de Niceia João III Ducas Vatatzes a reconstruiu por volta de 1222.

### Período otomano

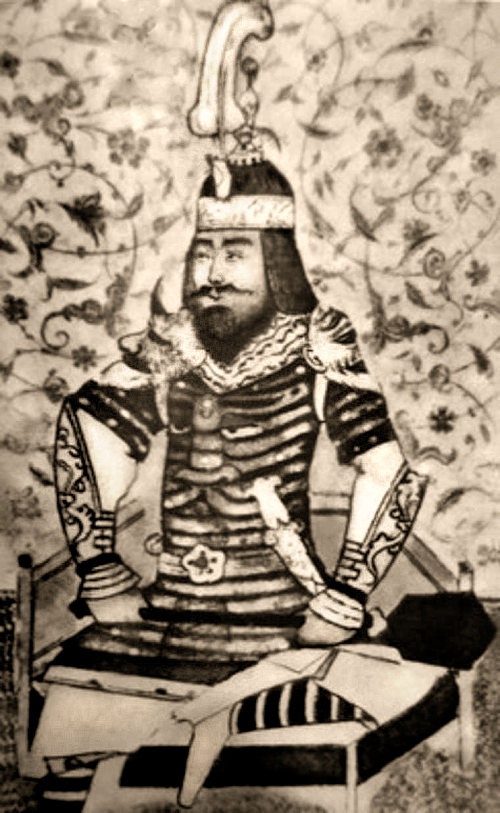
No ano de 1403, Tamerlão havia derrotado decisivamente os Cavaleiros Hospitalários em Esmirna e, portanto, referia-se a si como um Gazi

Ibne Batuta encontrou Esmirna ainda em ruínas quando o chefe homônimo do Beilhique de Aidim a conquistou por volta de 1330 e nomeou seu filho, Umur, governador. Ela se tornou o porto do emirado.
Durante a Cruzada dos Esmirniotas em 1344, em 28 de outubro, as forças combinadas dos Cavaleiros Hospitalários de Rodes, da República de Veneza, dos Estados Papais e do Reino de Chipre capturaram o porto e a cidade dos turcos, que controlaram por quase 60 anos; a cidadela caiu em 1348, com a morte do governador Umur Baha ad-Din Ghazi.
Em 1402, Tamerlão invadiu a cidade e massacrou quase todos os habitantes. Sua conquista foi apenas temporária, mas Esmirna foi recuperada pelos turcos sob a dinastia Aidim, após o que se tornou otomana, quando os otomanos assumiram as terras de Aidim após 1425.
A influência grega era tão forte na área que os turcos a chamavam "Esmirna dos infiéis" (Gavur İzmir). Fontes turcas registram o surgimento do termo no século XIV, quando duas partes separadas da cidade eram controladas por dois poderes diferentes, sendo a parte superior de Esmirna muçulmana e a parte inferior da cidade cristã.
Os armênios, juntamente com os gregos, desempenharam um papel significativo no desenvolvimento da cidade, principalmente durante a era da exploração, em que os armênios se tornaram uma peça fundamental no setor comercial. Os armênios tinham rotas comerciais que se estendiam do extremo leste até a Europa. Um dos produtos mais notáveis que os armênios comercializavam era a seda iraniana, cujo monopólio foi concedido pelo Xá Abbas do Irã no século XVII.
Os armênios comercializavam a seda iraniana com comerciantes europeus e gregos em Esmirna; esse comércio tornou os armênios muito ricos. Além do comércio, os armênios estavam engajados em manufaturas, bancos e outras profissões altamente produtivas.
Durante o final do século XIX e início do XX, Esmirna foi um importante centro financeiro e cultural do Reino da Grécia. De suas 391 fábricas, 322 pertenciam a gregos locais, enquanto três de seus nove bancos eram apoiados por capital grego. A educação também era dominada pelas comunidades gregas locais, com 67 escolas masculinas e quatro femininas. Os otomanos continuaram a controlar a área, com exceção do período de 1919 a 1922, quando a cidade foi atribuída à Grécia pelo Tratado de Sèvres.
A instituição educacional grega mais importante da região foi a Escola Evangélica, que funcionou de 1733 a 1922.

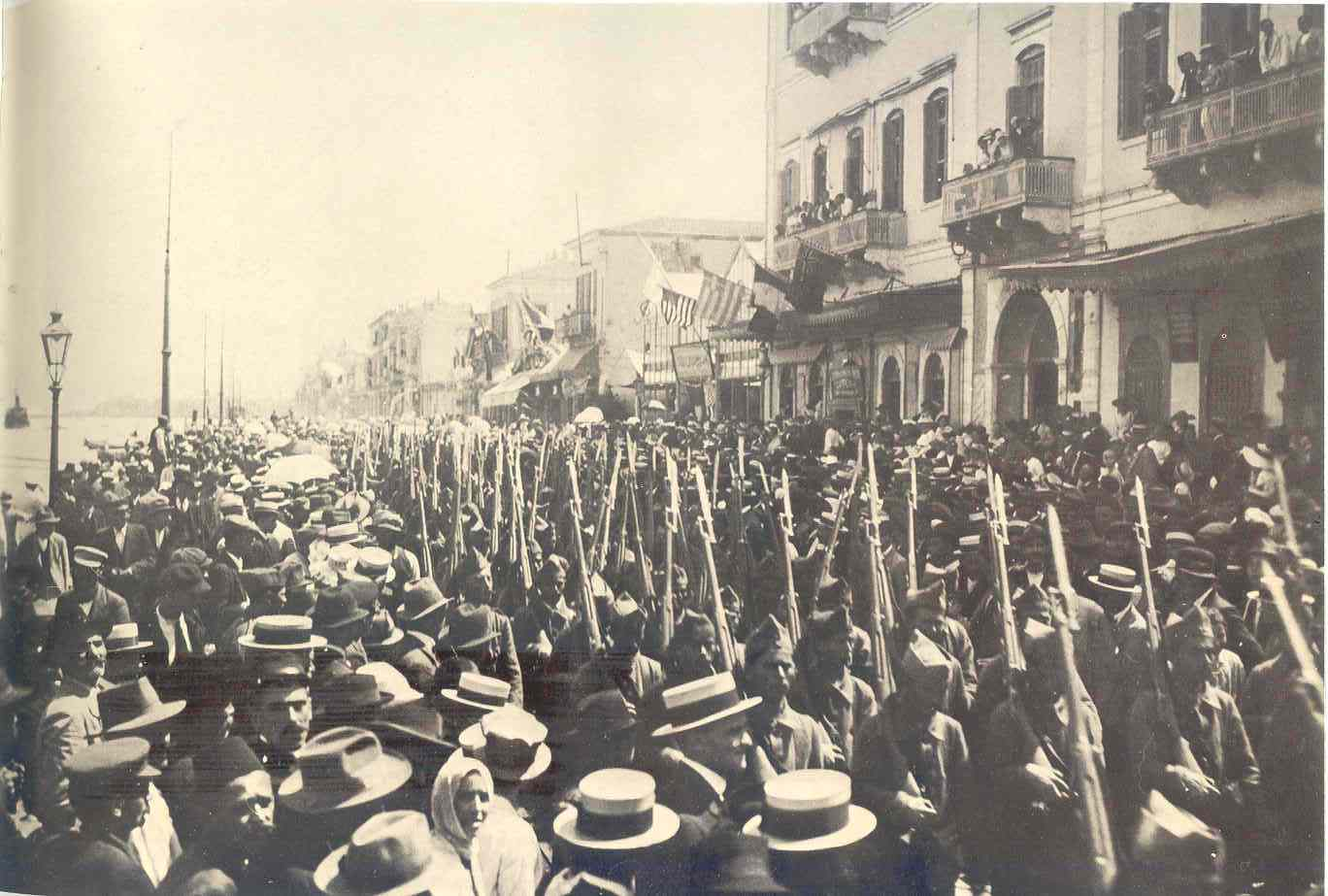
Tropas gregas marchando na rua costeira de Esmirna, maio de 1919

### Pós-Primeira Guerra Mundial

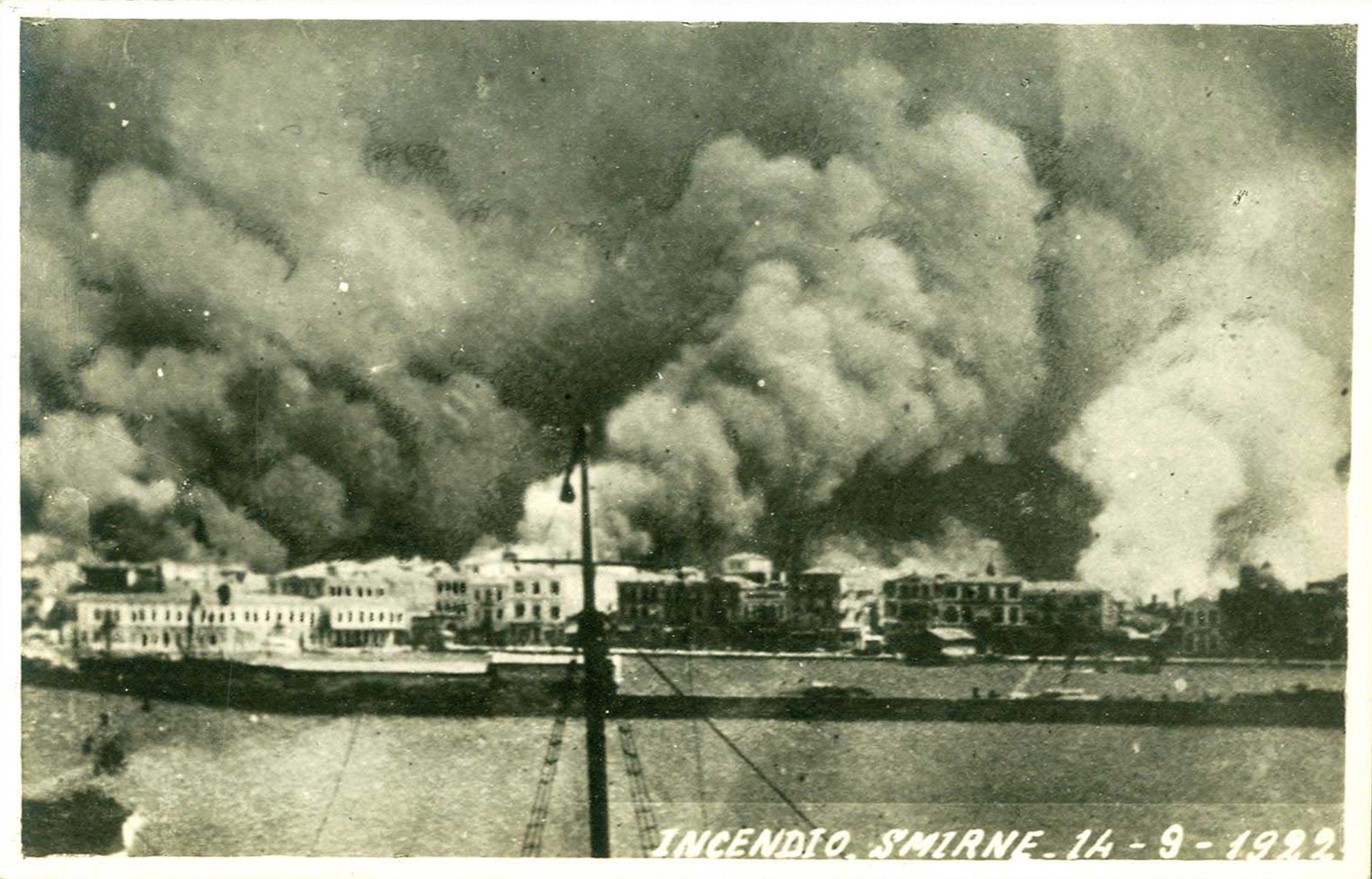
O Grande Incêndio de Esmirna visto de um navio italiano, 14 de setembro de 1922

Após o fim da Primeira Guerra Mundial, a Grécia ocupou Esmirna a partir de 15 de maio de 1919 e estabeleceu uma administração militar. O primeiro-ministro grego Venizélos tinha planos de anexar Esmirna e parecia estar concretizando seu objetivo no Tratado de Sèvres, assinado em 10 de agosto de 1920. Entretanto, esse tratado não foi ratificado pelas partes e foi substituído pelo Tratado de Lausanne.
A ocupação de Esmirna chegou ao fim quando o exército turco de Kemal Atatürk entrou na cidade em 9 de setembro de 1922, no final da Guerra Greco-Turca (1919-1922). Logo depois, um incêndio irrompeu nos bairros grego e armênio da cidade em 13 de setembro de 1922, conhecido como o Grande Incêndio de Esmirna. Estima-se que o número de mortos varie de dez mil a 100 mil.

## Ágora
Os restos da antiga ágora de Esmirna constituem hoje o espaço do Museu da Ágora de Esmirna, no bairro Namazgah de Esmirna, embora sua área seja comumente chamada de "Ágora" pelos habitantes da cidade.
Situada na encosta norte das colinas de Pagos, era o núcleo comercial, judiciário e político da cidade antiga, seu centro de atividades artísticas e de ensino.
O İzmir Agora Open Air Museum consiste em cinco partes, incluindo a área da ágora, a base do portão da basílica do norte, a estoa e o antigo centro comercial.
A ágora de Esmirna foi construída durante a era helenística.

## Escavações

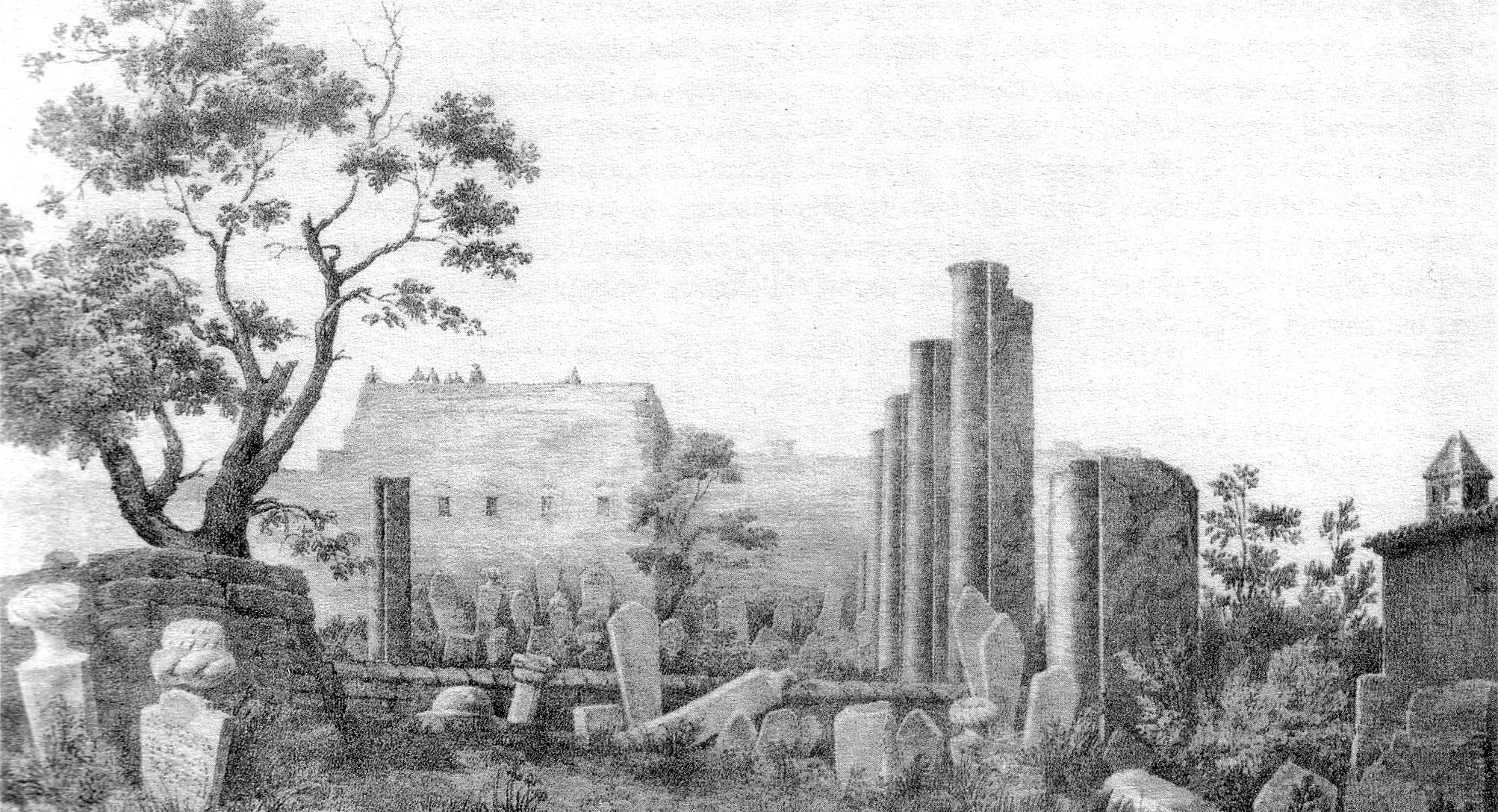
Gravura com uma vista do local da Ágora de Esmirna alguns anos após as primeiras explorações (1843)

Embora Esmirna tenha sido explorada por Charles Texier no século XIX e o cônsul alemão em Esmirna tenha comprado o terreno ao redor do antigo teatro em 1917 para iniciar as escavações, pode-se dizer que as primeiras escavações científicas começaram em 1927. A maioria das descobertas foi feita pela exploração arqueológica realizada como uma extensão durante o período entre 1931 e 1942 pelo arqueólogo alemão Rudolf Naumann e Selâhattin Kantar, o diretor dos museus de Esmirna e Éfeso. Eles descobriram um complexo retangular de três andares com escadas na frente, construído sobre colunas e arcos em torno de um grande pátio no meio do edifício.
Novas escavações na ágora começaram em 1996. Elas continuam desde 2002 sob o patrocínio da Prefeitura Metropolitana de Esmirna. Uma escola primária adjacente à ágora, que havia sido incendiada em 1980, não foi reconstruída. Em vez disso, seu espaço foi incorporado ao local histórico. A área da ágora foi aumentada para 16.590 metros quadrados. Isso permitiu a evacuação de uma zona anteriormente inexplorada. Os arqueólogos e as autoridades locais, se os meios permitirem, também têm interesse em um estacionamento vizinho de vários andares, conhecido por cobrir uma parte importante do antigo assentamento. Durante as reformas atuais, as antigas restaurações em concreto estão sendo gradualmente substituídas por mármore.
A nova escavação descobriu o portão norte da ágora. Concluiu-se que as figuras em relevo da deusa Héstia encontradas nessas escavações eram uma continuação do altar de Zeus descoberto durante as primeiras escavações. Também foram encontradas estátuas dos deuses Hermes, Dionísio, Eros e Héracles, além de muitas estátuas, cabeças, relevos, estatuetas e monumentos de pessoas e animais, feitos de mármore, pedra, osso, vidro, metal e terracota. As inscrições encontradas aqui listam as pessoas que forneceram ajuda a Esmirna após o terremoto de 178.

## Economia
No início do século XX, Esmirna tinha várias fábricas de fiação. Em 1920, havia duas fábricas de tingimento de fios, que pertenciam a empresas britânicas. Essas empresas empregavam mais de 60 mil pessoas. Nessa época, havia também uma fábrica de fiação de algodão de propriedade francesa. A cidade também produzia sabão feito de azeite residual. Uma ferraria, também de propriedade dos britânicos, produzia ferramentas e equipamentos. Essas ferramentas eram usadas para extrair o tanino do carvalho Quercus macrolepis. Em 1920, a ferraria estava exportando cinco mil toneladas de produtos por ano. A cidade também produzia caixas de madeira, que eram usadas para armazenar figos e passas. A madeira para as caixas era importada da Áustria e da Romênia.

## Topônimos
Várias cidades dos Estados Unidos receberam o nome de Esmirna, incluindo Smyrna (Geórgia), Smyrna (Tennessee), Smyrna (Carolina do Norte), Smyrna (Carolina do Sul), Smyrna (Delaware), Smyrna (Michigan), Smyrna (Maine) e New Smyrna Beach (Flórida).